# Julio César La Cruz
Julio César La Cruz (ur. 11 sierpnia 1989 w Camagüey) – kubański bokser występujący w wadze półciężkiej i ciężkiej, dwukrotny złoty medalista igrzysk olimpijskich, czterokrotny mistrz świata, dwukrotny złoty medalista igrzysk panamerykańskich i igrzysk Ameryki Środkowej i Karaibów.

## Kariera
Boks zaczął trenować w 1995 roku.
W 2010 roku zdobył srebrny medal mistrzostw panamerykańskich w Quito, przegrywając nieznacznie w finale z Ekwadorczykiem Ítalo Pereą. W październiku następnego roku został mistrzem świata w Baku w wadze półciężkiej. W decydującej walce okazał się lepszy od Kazacha Ädylbeka Nijazymbetowa. Po dwóch tygodniach zdobył ponownie złoto, ale tym razem na igrzyskach panamerykańskich w Guadalajarze.
Wziął udział na igrzyskach olimpijskich w Londynie w wadze półciężkiej. W pierwszym pojedynku pokonał Ihaba Almatbouliego z Jordanii, lecz w ćwierćfinale uległ Brazylijczykowi Yamaguchiemu Falcão Florentino.
W 2013 roku obronił tytuł mistrza świata w wadze półciężkiej podczas mistrzostw świata w Ałmaty. Pokonał kolejno Serge Michel reprezentującego Niemcy, Ołeksandra Ganzulię z Ukrainy, Abdelhafida Benchablę z Algierii oraz w półfinale Irlandczyka Josepha Warda i w finale Ädylbeka Nijazymbetowa z Kazachstanu. Rok później zdobył złoty medal igrzysk Ameryki Środkowej i Karaibów w Veracruz, wygrywając z Kolumbijczykiem Juanem Carrillo.
W lipcu 2015 roku podczas igrzysk panamerykańskich w Toronto wygrał w finale z Albertem Ramírezem i zdobył złoty medal. Miesiąc później otrzymał srebrny medal mistrzostw panamerykańskich rozegranych w Vargas. Tym razem w decydującej walce lepszy okazał się Albert Ramírez. Na październikowych mistrzostwach świata w Dosze po raz trzeci z rzędu sięgnął po złoto po zwycięstwie nad Josephem Wardem z Irlandii.
W 2016 roku reprezentował Kubę na igrzyskach olimpijskich w Rio de Janeiro w wadze półciężkiej. W pierwszej walce wygrał z Turkiem Mehmetem Nadirem Ünalem, a w ćwierćfinale był lepszy od Brazylijczyka Michela Borgesa. Półfinał padł łupem po zwycięstwie nad Francuzem Mathieuem Bauderliquem. W finale zaś jednogłośnie pokonał Kazacha Ädylbeka Nijazymbetowa i zdobył złoty medal.
Następnego roku w czerwcu zdobył złoto na mistrzostwach panamerykańskich w Tegucigalpie, wygrywając w finale z Carlosem Miną z Ekwadoru. Na początku września tego samego roku podczas mistrzostw świata w Hamburgu obronił po raz trzeci z rzędu tytuł mistrza świata w wadze półciężkiej, pokonując w ostatnim pojedynku Josepha Warda z Irlandii. Z czterema złotymi medalami mistrzostw świata zajmuje drugie miejsce w klasyfikacji medalowej w historii tych zawodów ex aequo z Juanem Hernándezem Sierrą.
W 2018 roku zdobył swój drugi złoty medal igrzysk Ameryki Środkowej i Karaibów w Barranquilli. W finale wygrał z Meksykaninem Rogelio Romero.
Uczestniczył w letnich igrzyskach olimpijskich w Tokio, na których wystąpił w wadze ciężkiej. Zdołał wywalczyć drugi tytuł mistrza olimpijskiego po wygraniu wynikiem 5:0 finałowego pojedynku z reprezentantem Rosyjskiego Komitetu Olimpijskiego Muslimem Gadżymagomiedowem. W 2024 roku na Letnich Igrzyskach Olimpijskich w Paryżu wystartował w rywalizacji mężczyzn do 92 kg, gdzie odpadł w pierwszej walce z Lorenem Alfonso.